# Municipio de Put-in-Bay
El municipio de Put-in-Bay (en inglés: Put-in-Bay Township) es un municipio ubicado en el condado de Ottawa en el estado estadounidense de Ohio. En el año 2010 tenía una población de 633 habitantes y una densidad poblacional de 1,45 personas por km².

## Geografía
El municipio de Put-in-Bay se encuentra ubicado en las coordenadas 41°40′46″N 82°51′7″O / 41.67944, -82.85194. Según la Oficina del Censo de los Estados Unidos, el municipio tiene una superficie total de 437.15 km², de la cual 12,98 km² corresponden a tierra firme y (97,03 %) 424,16 km² es agua.

## Demografía
Según el censo de 2010, había 633 personas residiendo en el municipio de Put-in-Bay. La densidad de población era de 1,45 hab./km². De los 633 habitantes, el municipio de Put-in-Bay estaba compuesto por el 99,05 % blancos, el 0,32 % eran amerindios, el 0,32 % eran asiáticos y el 0,32 % eran de una mezcla de razas. Del total de la población el 0,47 % eran hispanos o latinos de cualquier raza.